# Élections législatives de 1973 dans la Loire-Atlantique
Les élections législatives françaises de 1973 se déroulent les 4 et 11 mars 1973. Dans le département de la Loire-Atlantique, huit députés sont à élire dans le cadre de huit circonscriptions.

## Élus
| Circonscription | Député sortant                        | Parti | Parti         | Député élu ou réélu             | Parti | Parti         |
| --------------- | ------------------------------------- | ----- | ------------- | ------------------------------- | ----- | ------------- |
| 1re             | Alexandre Bolo suppléant de Henri Rey |       | UDR           | Alexandre Bolo                  |       | UDR           |
| 2e              | Albert Dassié                         |       | Divers droite | Christian Chauvel               |       | PS            |
| 3e              | Benoît Macquet                        |       | UDR           | Benoît Macquet                  |       | UDR           |
| 4e              | Joseph-Henri Maujoüan du Gasset       |       | RI            | Joseph-Henri Maujoüan du Gasset |       | RI            |
| 5e              | Xavier Hunault                        |       | Divers droite | Xavier Hunault                  |       | Divers droite |
| 6e              | Georges Carpentier                    |       | PS            | Georges Carpentier              |       | PS            |
| 7e              | Olivier Guichard                      |       | UDR           | Olivier Guichard                |       | UDR           |
| 8e              | Lucien Richard                        |       | UDR           | Lucien Richard                  |       | UDR           |

## Résultats

### Résultats à l'échelle du département
| Parti                 | Parti                                       | Premier tour | Premier tour | Second tour | Second tour | Sièges |
| Parti                 | Parti                                       | Voix         | %            | Voix        | %           | Sièges |
| --------------------- | ------------------------------------------- | ------------ | ------------ | ----------- | ----------- | ------ |
|                       | Union des démocrates pour la République     | 129 372      | 30,37        | 109 377     | 37,50       | 4      |
|                       | Républicains indépendants                   | 38 999       | 9,16         | 34 295      | 11,76       | 1      |
|                       | Divers droite                               | 32 961       | 7,74         |             |             | 1      |
|                       | Union des républicains de progrès           | 201 332      | 47,27        | 143 672     | 49,26       | 6      |
|                       |                                             |              |              |             |             |        |
|                       | Parti socialiste                            | 94 144       | 22,10        | 127 080     | 43,57       | 2      |
|                       | Parti communiste français                   | 46 727       | 10,97        | Retrait     | Retrait     | 0      |
|                       | Parti socialiste unifié                     | 11 961       | 2,81         |             |             | 0      |
|                       | Union de la gauche                          | 152 832      | 35,88        | 127 080     | 43,57       | 2      |
|                       |                                             |              |              |             |             |        |
|                       | Mouvement réformateur                       | 53 374       | 12,53        | 20 906      | 7,17        | 0      |
|                       | Strollad ar Vro                             | 8 647        | 2,03         |             |             | 0      |
|                       | Extrême gauche dont LCR                     | 4 340        | 1,02         | 0           |             |        |
|                       | Centre national des indépendants et paysans | 2 813        | 0,66         | 0           |             |        |
|                       | Front national                              | 2 170        | 0,51         | 0           |             |        |
|                       | Union démocratique bretonne                 | 427          | 0,10         | 0           |             |        |
|                       |                                             |              |              |             |             |        |
| Inscrits              | Inscrits                                    | 532 035      | 100,00       | 368 981     | 100,00      | 8      |
| Abstentions           | Abstentions                                 | 97 696       | 18,36        | 71 894      | 19,48       |        |
| Votants               | Votants                                     | 434 339      | 81,64        | 297 087     | 80,52       |        |
| Blancs et nuls        | Blancs et nuls                              | 8 404        | 1,93         | 5 429       | 1,83        |        |
| Exprimés              | Exprimés                                    | 425 935      | 98,07        | 291 658     | 98,17       |        |
| Source : Data.gouv.fr |                                             |              |              |             |             |        |

### Résultats par circonscription

#### Première circonscription (Nantes-Ville)
| Candidat              | Candidat                  | Parti                | Premier tour | Premier tour | Second tour | Second tour |  |
| Candidat              | Candidat                  | Parti                | Voix         | %            | Voix        | %           |  |
| --------------------- | ------------------------- | -------------------- | ------------ | ------------ | ----------- | ----------- |  |
|                       | André Routier-Preuvost    | PS (UGSD)            | 15 210       | 23,17        | 28 527      | 42,47       |  |
|                       | Alexandre Bolo élu        | UDR (URP)            | 14 578       | 22,21        | 29 925      | 44,55       |  |
|                       | Jean-Claude Bonduelle     | MR (RRRS)            | 10 091       | 15,37        | 8 721       | 12,98       |  |
|                       | Loïc Le Masne de Chermont | RI                   | 9 412        | 14,34        | Retrait     | Retrait     |  |
|                       | Michel Moreau             | PCF                  | 8 599        | 13,09        |             |             |  |
|                       | François Naud             | PSU                  | 2 933        | 4,47         |             |             |  |
|                       | Hervé Bélédin             | CNIP                 | 2 813        | 4,29         |             |             |  |
|                       | Jean-Claude Rivallain     | Régionaliste (SAV)   | 1 005        | 1,53         |             |             |  |
|                       | Henri Le Dem              | Extrême gauche (LCR) | 1 001        | 1,52         |             |             |  |
|                       |                           |                      |              |              |             |             |  |
| Inscrits              | Inscrits                  | Inscrits             | 86 088       | 100,00       | 86 098      | 100,00      |  |
| Abstentions           | Abstentions               | Abstentions          | 19 400       | 22,54        | 18 080      | 21          |  |
| Votants               | Votants                   | Votants              | 66 688       | 77,46        | 68 018      | 79          |  |
| Blancs et nuls        | Blancs et nuls            | Blancs et nuls       | 1 046        | 1,57         | 845         | 1,24        |  |
| Exprimés              | Exprimés                  | Exprimés             | 65 642       | 98,43        | 67 173      | 98,76       |  |
| Source : Data.gouv.fr |                           |                      |              |              |             |             |  |

#### Deuxième circonscription (Nantes - Saint-Herblain)
| Candidat              | Candidat              | Parti                | Premier tour | Premier tour | Second tour | Second tour |  |
| Candidat              | Candidat              | Parti                | Voix         | %            | Voix        | %           |  |
| --------------------- | --------------------- | -------------------- | ------------ | ------------ | ----------- | ----------- |  |
|                       | Albert Dassié sortant | UDR (URP)            | 16 317       | 31,19        | 25 562      | 48,43       |  |
|                       | Christian Chauvel élu | PS (UGSD)            | 13 934       | 26,63        | 27 221      | 51,57       |  |
|                       | Marcel Faugère        | PCF                  | 7 206        | 13,77        | Retrait     | Retrait     |  |
|                       | Charles Gautier       | CD (MR)              | 7 131        | 13,63        | Retrait     | Retrait     |  |
|                       | Joseph Olliéric       | Divers droite        | 2 327        | 4,45         |             |             |  |
|                       | Maurice Milpied       | PSU                  | 2 177        | 4,16         |             |             |  |
|                       | Paul Grangé           | FN                   | 975          | 1,86         |             |             |  |
|                       | François Déron        | Extrême gauche (LCR) | 694          | 1,33         |             |             |  |
|                       | Eugène Dugas          | Extrême gauche (OCI) | 626          | 1,19         |             |             |  |
|                       | Lionel Divard         | Régionaliste (SAV)   | 504          | 0,96         |             |             |  |
|                       | Alain Tassel          | UDB                  | 427          | 0,82         |             |             |  |
|                       |                       |                      |              |              |             |             |  |
| Inscrits              | Inscrits              | Inscrits             | 68 425       | 100,00       | 68 430      | 100,00      |  |
| Abstentions           | Abstentions           | Abstentions          | 15 420       | 22,54        | 14 432      | 21,09       |  |
| Votants               | Votants               | Votants              | 53 005       | 77,46        | 53 998      | 78,91       |  |
| Blancs et nuls        | Blancs et nuls        | Blancs et nuls       | 687          | 1,3          | 1 215       | 2,25        |  |
| Exprimés              | Exprimés              | Exprimés             | 52 318       | 98,7         | 52 783      | 97,75       |  |
| Source : Data.gouv.fr |                       |                      |              |              |             |             |  |

#### Troisième circonscription (Nantes - Rezé - Bouguenais)
| Candidat              | Candidat                     | Parti               | Premier tour | Premier tour | Second tour | Second tour |  |
| Candidat              | Candidat                     | Parti               | Voix         | %            | Voix        | %           |  |
| --------------------- | ---------------------------- | ------------------- | ------------ | ------------ | ----------- | ----------- |  |
|                       | Benoît Macquet sortant réélu | UDR (URP)           | 22 900       | 43,34        | 27 676      | 52,44       |  |
|                       | Jean-Claude Routier-Leroy    | PS (UGSD)           | 12 571       | 23,79        | 25 099      | 47,56       |  |
|                       | Joseph Vince                 | PCF                 | 6 334        | 11,99        |             |             |  |
|                       | Marcel Bibault               | CR (MR)             | 5 073        | 9,60         |             |             |  |
|                       | François Autain              | PSU                 | 4 457        | 8,44         |             |             |  |
|                       | Gilles Febvre                | Extrême gauche (LO) | 915          | 1,73         |             |             |  |
|                       | Lucien Divard                | Régionaliste (SAV)  | 589          | 1,11         |             |             |  |
|                       |                              |                     |              |              |             |             |  |
| Inscrits              | Inscrits                     | Inscrits            | 65 634       | 100,00       | 65 635      | 100,00      |  |
| Abstentions           | Abstentions                  | Abstentions         | 11 949       | 18,21        | 11 871      | 18,09       |  |
| Votants               | Votants                      | Votants             | 53 685       | 81,79        | 53 764      | 81,91       |  |
| Blancs et nuls        | Blancs et nuls               | Blancs et nuls      | 846          | 1,58         | 989         | 1,84        |  |
| Exprimés              | Exprimés                     | Exprimés            | 52 839       | 98,42        | 52 775      | 98,16       |  |
| Source : Data.gouv.fr |                              |                     |              |              |             |             |  |

#### Quatrième circonscription (Ancenis - Orvault - Clisson)
| Candidat              | Candidat                                      | Parti              | Premier tour | Premier tour | Second tour | Second tour |  |
| Candidat              | Candidat                                      | Parti              | Voix         | %            | Voix        | %           |  |
| --------------------- | --------------------------------------------- | ------------------ | ------------ | ------------ | ----------- | ----------- |  |
|                       | Joseph-Henri Maujoüan du Gasset sortant réélu | RI (URP)           | 29 587       | 47,93        | 34 295      | 56,09       |  |
|                       | Patrick Mareschal                             | MR (RRRS)          | 12 282       | 19,89        | 12 185      | 19,93       |  |
|                       | Jean Natiez                                   | PS (UGSD)          | 10 856       | 17,59        | 14 666      | 23,99       |  |
|                       | Michel Bonnet                                 | Divers droite      | 4 283        | 6,94         |             |             |  |
|                       | Gilles Gravoille                              | PCF                | 3 760        | 6,09         |             |             |  |
|                       | Liane Surzur de Lobel                         | Régionaliste (SAV) | 965          | 1,56         |             |             |  |
|                       |                                               |                    |              |              |             |             |  |
| Inscrits              | Inscrits                                      | Inscrits           | 75 083       | 100,00       | 75 071      | 100,00      |  |
| Abstentions           | Abstentions                                   | Abstentions        | 11 572       | 15,41        | 12 963      | 17,27       |  |
| Votants               | Votants                                       | Votants            | 63 511       | 84,59        | 62 108      | 82,73       |  |
| Blancs et nuls        | Blancs et nuls                                | Blancs et nuls     | 1 778        | 2,8          | 962         | 1,55        |  |
| Exprimés              | Exprimés                                      | Exprimés           | 61 733       | 97,2         | 61 146      | 98,45       |  |
| Source : Data.gouv.fr |                                               |                    |              |              |             |             |  |

#### Cinquième circonscription (Châteaubriant)
|                       | Xavier Hunault sortant réélu | Divers droite (URP) | 26 351 | 66,13  |  |  |  |
|                       | Raoul Nivert                 | PS (UGSD)           | 7 657  | 19,22  |  |  |  |
|                       | Michel Le Déan               | PCF                 | 3 290  | 8,26   |  |  |  |
|                       | Janine Gouez                 | Régionaliste (SAV)  | 2 549  | 6,39   |  |  |  |
|                       |                              |                     |        |        |  |  |  |
| Inscrits              | Inscrits                     | Inscrits            | 49 337 | 100,00 |  |  |  |
| Abstentions           | Abstentions                  | Abstentions         | 7 941  | 16,1   |  |  |  |
| Votants               | Votants                      | Votants             | 41 396 | 83,9   |  |  |  |
| Blancs et nuls        | Blancs et nuls               | Blancs et nuls      | 1 549  | 3,74   |  |  |  |
| Exprimés              | Exprimés                     | Exprimés            | 39 847 | 96,26  |  |  |  |
| Source : Data.gouv.fr |                              |                     |        |        |  |  |  |

#### Sixième circonscription (Saint-Nazaire)
| Candidat              | Candidat                         | Parti               | Premier tour | Premier tour | Second tour | Second tour |  |
| Candidat              | Candidat                         | Parti               | Voix         | %            | Voix        | %           |  |
| --------------------- | -------------------------------- | ------------------- | ------------ | ------------ | ----------- | ----------- |  |
|                       | Étienne Garnier                  | UDR (URP)           | 19 705       | 33,73        | 26 214      | 45,37       |  |
|                       | Georges Carpentier sortant réélu | PS (UGSD)           | 18 448       | 31,58        | 31 567      | 54,63       |  |
|                       | Maurice Rocher                   | PCF                 | 10 242       | 17,53        | Retrait     | Retrait     |  |
|                       | Alain Pény                       | CD (MR)             | 5 404        | 9,25         |             |             |  |
|                       | Jacques Capet                    | PSU                 | 2 394        | 4,10         |             |             |  |
|                       | Alexandre Le Fur                 | Régionaliste (SAV)  | 1 118        | 1,91         |             |             |  |
|                       | Jean-Louis Ajzenberg             | Extrême gauche (LO) | 1 104        | 1,89         |             |             |  |
|                       |                                  |                     |              |              |             |             |  |
| Inscrits              | Inscrits                         | Inscrits            | 73 751       | 100,00       | 73 747      | 100,00      |  |
| Abstentions           | Abstentions                      | Abstentions         | 14 479       | 19,63        | 14 548      | 19,73       |  |
| Votants               | Votants                          | Votants             | 59 272       | 80,37        | 59 199      | 80,27       |  |
| Blancs et nuls        | Blancs et nuls                   | Blancs et nuls      | 857          | 1,45         | 1 418       | 2,4         |  |
| Exprimés              | Exprimés                         | Exprimés            | 58 415       | 98,55        | 57 781      | 97,6        |  |
| Source : Data.gouv.fr |                                  |                     |              |              |             |             |  |

#### Septième circonscription (Guérande - La Baule - Pontchâteau)
|                       | Olivier Guichard sortant réélu | UDR (URP)          | 26 228 | 59,54  |  |  |  |
|                       | Jacques Martinais              | PS (UGSD)          | 7 662  | 17,39  |  |  |  |
|                       | Yvonnick Leclerc               | CD (MR)            | 4 850  | 11,01  |  |  |  |
|                       | Jean-Louis Le Corre            | PCF                | 4 152  | 9,43   |  |  |  |
|                       | Michel Barré                   | Régionaliste (SAV) | 1 156  | 2,62   |  |  |  |
|                       |                                |                    |        |        |  |  |  |
| Inscrits              | Inscrits                       | Inscrits           | 52 918 | 100,00 |  |  |  |
| Abstentions           | Abstentions                    | Abstentions        | 8 229  | 15,55  |  |  |  |
| Votants               | Votants                        | Votants            | 44 689 | 84,45  |  |  |  |
| Blancs et nuls        | Blancs et nuls                 | Blancs et nuls     | 641    | 1,43   |  |  |  |
| Exprimés              | Exprimés                       | Exprimés           | 44 048 | 98,57  |  |  |  |
| Source : Data.gouv.fr |                                |                    |        |        |  |  |  |

#### Huitième circonscription (Paimbœuf - Pornic)
|                       | Lucien Richard sortant réélu | UDR (URP)          | 29 644 | 58,02  |  |  |  |
|                       | Raphaël Rialland             | CD (MR)            | 8 543  | 16,72  |  |  |  |
|                       | Étienne Chauvin              | PS (UGSD)          | 7 806  | 15,28  |  |  |  |
|                       | Maurice Piconnier            | PCF                | 3 144  | 6,15   |  |  |  |
|                       | Robert Charbonneau           | FN                 | 1 195  | 2,30   |  |  |  |
|                       | Pierre Manac'h               | Régionaliste (SAV) | 761    | 1,49   |  |  |  |
|                       |                              |                    |        |        |  |  |  |
| Inscrits              | Inscrits                     | Inscrits           | 60 799 | 100,00 |  |  |  |
| Abstentions           | Abstentions                  | Abstentions        | 8 706  | 14,32  |  |  |  |
| Votants               | Votants                      | Votants            | 52 093 | 85,68  |  |  |  |
| Blancs et nuls        | Blancs et nuls               | Blancs et nuls     | 1 000  | 1,92   |  |  |  |
| Exprimés              | Exprimés                     | Exprimés           | 51 093 | 98,08  |  |  |  |
| Source : Data.gouv.fr |                              |                    |        |        |  |  |  |